# Jacksepticeye
Seán William McLoughlin (* 7. února 1990), známý jako jacksepticeye, je irský youtuber, zaměřující na videohry, zábavu a vlogy.

## Kariéra
Už v dětství se začal věnovat videohrám. V prosinci 2012 začal na YouTube vydávat herní videa. Jeho počet odběratelů začal rapidně stoupat a již v roce 2014 získal milion odběratelů. V roce 2016 pokořil hranici deseti milionů odběratelů.
Jeho vzrůstající popularita ho začínala dostávat i mimo YouTube. Objevil se na stanici Disney XD i v několika videohrách.
V roce 2018 začíná vysílat na platformě Twitch.
V roce 2021 si zahrál sám sebe v americkém filmu Free Guy, kde hrál hlavní roli Ryan Reynolds.
Je veřejným kritikem YouTubu a videoherních společností.
Svůj internetový dosah využívá k časté charitativní činnosti.

## Osobní život
V letech 2015 až 2018 chodil s dánskou influencerkou Signe „Wiishu“ Hansenovou. V současné době je ve vztahu s nizozemskou youtuberkou Evelien „Gab“ Smoldersovou.
Od mládí hraje na bicí, dříve působil v metalcorové kapele Raised to the Ground. Má poruchu pozornosti s hyperaktivitou (ADHD).

## Diskografie

### Raised to the Ground

#### EP
- Risen from the Ashes (2009)

## Filmografie

### Filmy
| Rok  | Název                       | Role        |
| ---- | --------------------------- | ----------- |
| 2021 | 15 Months                   | Sám sebe    |
| 2021 | Free Guy                    | Sám sebe    |
| 2022 | How Did We Get Here?        | Sám sebe    |
| 2022 | In Space with Markiplier    | Drones      |
| 2022 | Anomaly Found – Chase Brody | Chase Brody |
| TBA  | Iron Lung                   | TBA         |

## Ocenění a nominace
| Rok  | Ocenění                                     | Kategorie                       | Výsledek |
| ---- | ------------------------------------------- | ------------------------------- | -------- |
| 2016 | Shorty Awards                               | Tech and Innovation: Gaming     | Nominace |
| 2016 | The Game Awards                             | Trending Gamer                  | Nominace |
| 2017 | Golden Joystick Awards                      | Best Streamer/Broadcaster       | Nominace |
| 2019 | Nickelodeon Kids' Choice Awards             | Favorite Gamer                  | Nominace |
| 2019 | Nickelodeon Kids' Choice Sports Awards      | Favorite Esports Star           | Nominace |
| 2021 | JCI Ireland "Ten Outstanding Young Persons" | Cultural achievement            | Výhra    |
| 2021 | Streamy Awards                              | Creator Product                 | Nominace |
| 2022 | The Streamer Awards                         | Best Philanthropic Streamer     | Výhra    |
| 2023 | The Streamer Awards                         | Best Philanthropic Stream Event | Nominace |
| 2023 | Streamy Awards                              | Creator for Social Good         | Nominace |